# سفارة المغرب في مالي
سفارة المغرب في مالي هي أرفع تمثيل دبلوماسي لدولة المغرب لدى مالي. تقع السفارة بباماكو العاصمة وهي تهدف لتعزيز المصالح المغربية في مالي.
ادريس اسباين هو السفير الحالي منذ 6 يوليوز 2020.

## السفارة
تقع السفارة بشارع الولاية، البوابة رقم 74، حي أ س إ 2000.

## سفراء المغرب بمالي
| السفير            | بداية الفترة                 | تاريخ تقديم أوراق الإعتماد | نهاية الفترة   | ملوك المغرب              | رؤساء مالي                            |
| ----------------- | ---------------------------- | -------------------------- | -------------- | ------------------------ | ------------------------------------- |
| عبد السلام حراقي  | 23 فبراير 1961               |                            | 10 نونبر 1966  | الحسن الثاني             | موديبو كيتا                           |
|                   |                              |                            |                | الحسن الثاني             | موسى تراوري                           |
| محمد فوزي         | 29 يونيو 1979                |                            |                | الحسن الثاني             |                                       |
| عبد الرزاق الدغمي | 12 ديسمبر 1988               |                            |                | الحسن الثاني             | موسى تراوري/أحمد توماني توري          |
| العربي رودياس     | 7 مايو 1992                  |                            |                | الحسن الثاني             | أحمد توماني توري\ألفا عمر كوناري      |
| محمد جابر         | 3 فبراير 1995                |                            | 2000           | الحسن الثاني/محمد السادس | ألفا عمر كوناري                       |
| محمد رشوق         | ينااير 2001                  |                            | يناير 2006     | محمد السادس              | ألفا عمر كوناري/أحمد توماني توري      |
| ادريس فاضل        | 11 يناير 2006                | 26 يوليو 2006              |                | محمد السادس              | أحمد توماني توري                      |
| حسن الناصري       | 6 ديسمبر 2011                | 21 يناير 2012              | 28 ديسمبر 2021 | محمد السادس              | أحمد توماني توري/إبراهيم أبو بكر كيتا |
| ادريس اسباين      | 6 يوليوز 2020 14 ديسمبر 2021 | 16 مارس 2023               |                | محمد السادس              | أسيمي غويتا                           |